# Careaçu
Careaçu is een gemeente in de Braziliaanse deelstaat Minas Gerais. De gemeente telt 6.286 inwoners (schatting 2009).

## Aangrenzende gemeenten
De gemeente grenst aan Heliodora, Natércia, Santa Rita do Sapucaí, São Gonçalo do Sapucaí, São Sebastião da Bela Vista en Silvianópolis.